# 이순신고등학교
이순신고등학교(李舜臣高等學校)는 대한민국 충청남도 아산시 배방읍 세교리에 있는 공립 고등학교이다.

## 학교 연혁
- 2020년 12월 18일 : 이순신고등학교 설립 인가(39학급)
- 2023년 3월 1일 : 제1대 김태균 교장 부임
- 2023년 3월 3일 : 제1회 입학식(입학생 수 506명)
- 2024년 3월 4일 : 제2회 입학식(입학생 수 497명)
- 2025년 3월 4일 : 제 3회 입학식(입학생 수 358명)

## 참고 자료
- 이순신고등학교 - 한국교육학술정보원 학교알리미